# Two Liberty Place
Two Liberty Place – budynek w Filadelfii w USA. Budynek ten został zaprojektowany przez Murphy/Jahn, Inc. Architects, Zeidler Partnership Architects. Jego budowa zakończyła się w 1990. Ma 258 m wysokości i 58 pięter. Jest wykorzystywany w celach biurowych. Został on wykonany w stylu postmodernistycznym. Całkowita powierzchnia użytkowa wynosi 111,483 m².